# Station Gardeja
Station Gardeja is een spoorwegstation in de Poolse plaats Gardeja.